# Gracia Querejeta
Gracia Querejeta Marín (Madrid, 13 de agosto de 1962) es una directora de cine y televisión y guionista española.

## Primeros años
Querejeta es la hija de la diseñadora de vestuario María del Carmen Marín Maikila y del productor vasco Elías Querejeta, que le abrió el camino en el mundo del cine. Nunca tuvo vocación de ser actriz y estudió Historia Antigua en la Universidad Complutense de Madrid.

## Carrera profesional
En 1992 dirigió su primera película en solitario, Una estación de paso, premio especial del Jurado en la Semana Internacional de Cine de Valladolid. A su ópera prima siguieron El último viaje de Robert Rylands y Cuando vuelvas a mi lado, una película que cuenta la historia de tres hermanas que vuelven a reunirse  después de fallecer su madre. En esta película participaron las actrices Mercedes Sampietro, Julieta Serrano y Adriana Ozores.
En 2004 dirigió Héctor, que fue galardonada con el premio a la mejor película en el Festival de Málaga de Cine Español en mayo de 2004. Siete mesas de billar francés del 2007 le supuso diversas nominaciones al premio Goya como mejor dirección y adaptación de un guion.
En 2008 recibió el premio 'Ciudad de Cuenca' del Festival internacional de cine de Mujeres en Dirección en reconocimiento a su trayectoria.
Son películas suyas, 15 años y un día (2012), con Maribel Verdú y Tito Valverde,  Felices 140 (2015), con Maribel Verdú, Antonio de la Torre, Eduard Fernández, Ola de crímenes (2018), con Maribel Verdú, Juana Acosta y Antonio Resines, e Invisibles (2020), con Emma Suárez, Adriana Ozores y Nathalie Poza, estrenada una semana antes del cierre de las salas a causa de la pandemia de COVID-19.
En 2009 empezó a dirigir capítulos de series de televisión, como Hospital Central, UCO  y Cuéntame cómo pasó Luego Víctor Ros (2014), Sin identidad (2015), Ana Tramel. El Juego (2021), Madres. Amor y Vida (2020-21) y la mexicana Accidente (2024).   
En 2024 se anunció que rueda su primera serie para Disney+, Olimpia, basada en la historia real de una narcotraficante española, con la actriz Zaira Romero. Y recibe una de las 12 Medallas del 125 Aniversario de la SGAE (Sociedad General de Autores).
También ha dirigido un videoclip de Alejandro Sanz, (Lola Soledad, 2010) y spots de campañas publicitarias, como  la del Xacobeo 2010 para la Xunta de Galicia, la Campaña anual Día. Mujeres de hoy y la campaña Carácter latino.

## Premios
Festival Internacional de Cine de San Sebastián
| Año  | Categoría                        | Película                      | Resultado |
| ---- | -------------------------------- | ----------------------------- | --------- |
| 2007 | Premio del jurado al mejor Guion | Siete mesas de billar francés | Ganadora  |

Medallas del Círculo de Escritores Cinematográficos
| Año  | Categoría            | Película                          | Resultado |
| ---- | -------------------- | --------------------------------- | --------- |
| 1996 | Mejor directora      | El último viaje de Robert Rylands | Ganadora  |
| 2004 | Mejor directora      | Héctor                            | Ganadora  |
| 2004 | Mejor guion original | Héctor                            | Ganadora  |
| 2007 | Mejor directora      | Siete mesas de billar francés     | Nominada  |
| 2007 | Mejor guion original | Siete mesas de billar francés     | Nominada  |
| 2013 | Mejor directora      | 15 años y un día                  | Nominada  |
| 2013 | Mejor guion original | 15 años y un día                  | Nominada  |
| 2020 | Mejor directora      | Invisibles                        | Nominada  |
| 2020 | Mejor guion original | Invisibles                        | Nominada  |

Festival Internacional de Cine de Huesca
| Año  | Categoría               | Resultado |
| ---- | ----------------------- | --------- |
| 2006 | Premio Ciudad de Huesca | Ganadora  |

### Otros premios
- Premio UIMP a la Cinematografía (2021).

## Obra
- Una estación de paso (1992). Premio especial del jurado en la Semana de Cine de Valladolid.
- El trabajo de rodar (1994). Documental.
- El último viaje de Robert Rylands (1996). Premio a la mejor dirección, mejor película, mejor fotografía, mejor montaje y mejor música otorgados por el Círculo de Escritores Cinematográficos.
- "Di Stefano" (1997). Capítulo de la serie El partido del siglo.
- Primarias (1998). Documental codirigido junto a Fernando León de Aranoa y Azucena Rodríguez.
- Cuando vuelvas a mi lado (1999). Mención especial del jurado en el Festival de San Sebastián por la calidad de la dirección e interpretación y el premio a la mejor fotografía.
- Héctor (2004). Biznaga de Oro a la mejor película y premio a la mejor interpretación femenina (Adriana Ozores) en el Festival de Cine Español de Málaga.
- Siete mesas de billar francés (2007). Nominación en los Premios Goya a la mejor película y mejor dirección, entre otras, además de conseguir los premios a mejor actriz protagonista (Maribel Verdú) y de reparto (Amparo Baró).
- Lola Soledad (2010) Videoclip de Alejandro Sanz.
- 15 años y un día (2013). Biznaga de Oro a la mejor película y otros 3 premios en el Festival de Cine Español de Málaga.
- 15 años y un día (2013). Premio de Cortometrajes Manuel Carmona Mir en la Semana de Cine de Melilla.[19]
- La Roja. de Brasil a Brasil (2014). Documental. [20]
- Felices 140 (2015)
- Canasta (2018). Cortometraje realizado con motivo del 20.º aniversario de L'Hemisfèric (Ciudad de las Artes y las Ciencias).
- Ola de crímenes (2018)
- Hospital Central (2019, 1 capítulo). Serie, Telecinco
- UCO (2019, 1 capítulo). Serie, La 1
- Cuéntame cómo pasó (2019, 2 capítulos). Serie, La 1 [5]
- Víctor Ros (2014, 2 capítulos). Serie, La 1. [6]
- Sin identidad (2015, 2 capítulos). Serie, Antena 3
- Invisibles (2020)
- Ana Tramel. El Juego (2021, 2 capítulos). Serie, La 1. [7]
- Madres. Amor y Vida (2020-21, 4 capítulos) Serie, Telecinco.
- Accidente (2024, cinco capítulos) Serie, Netflix. [8]
- Olimpia (2024) Serie, Disney+. [9]
- La buena suerte (2025). Largometraje.[21]

## Polémica con Javier Marías
Su película El último viaje de Robert Rylands está basada en la novela Todas las almas de Javier Marías. El escritor sostuvo una agria polémica en el periódico El País con Elías y Gracia Querejeta, a los que acusaba de haber desfigurado su libro hasta hacerlo irreconocible. Exigió que se suprimiera toda mención a su nombre y a su novela en los títulos de crédito de la misma e inició un largo proceso judicial que, tras dos sentencias favorables al escritor en 1998 y 2002, terminó el 7 de marzo de 2006 cuando el Tribunal Supremo rechazó los recursos presentados por la productora de Elías Querejeta y ratificó las sentencias anteriores.